# Daniel Dencik
Daniel Dencik, född 9 maj 1972 i Stockholm, är en dansk författare och filmregissör.
Han är son till Lars Dencik och Kerstin Allroth samt bror till David Dencik. Han växte upp i Danmark och utbildade sig som filmklippare på Den Danske Filmskole.
Debuterade som poet 1998 och ägnar sig åt filmverksamhet och litteratur parallellt.
Han har skrivit essäer för dansk press och för dagbladet Politiken, skrivit reportageserier från Tour de France och hans första film - Moon Rider - handlar även om detta ämne. Den är fotograferad på Super8-film. Essäsamlingen Sportshjerte utspelar sig likaså kring den professionella cykelsporten.
Filmen Expedition To The End of The World spelades in i de oupptäckta fjordarna i Norra Grönland. Filmen vann en rad internationella priser och  visades på över 100 filmfestivaler runt omkring i världen. Den fick även amerikansk biodistribution.
Han har tilldelats det största danska talangpriset Nordisk Film Prisen. Dokumentärfilmen Tal R: The Virgin vann en Robert, motsvarande svenska Guldbaggen, 2014. Diktsamlingen Via katastroferne nominerades till Politikens Litteraturpris 2012 och novellerna i Grand Danois nominerades till Læsernes Bogpris 2017. Den senare boken översattes även til svenska och publicerades av Norstedts Förlag 2018. Från samma samling har novellen Labrador publicerats i amerikanska World Literature Today. Romanen Anden person ental finns på svenska med titlen Jag väntar i snön. 
Hans senaste och tionde bok är romanen Første person flertal från 2022.